# 썸머 앨티스

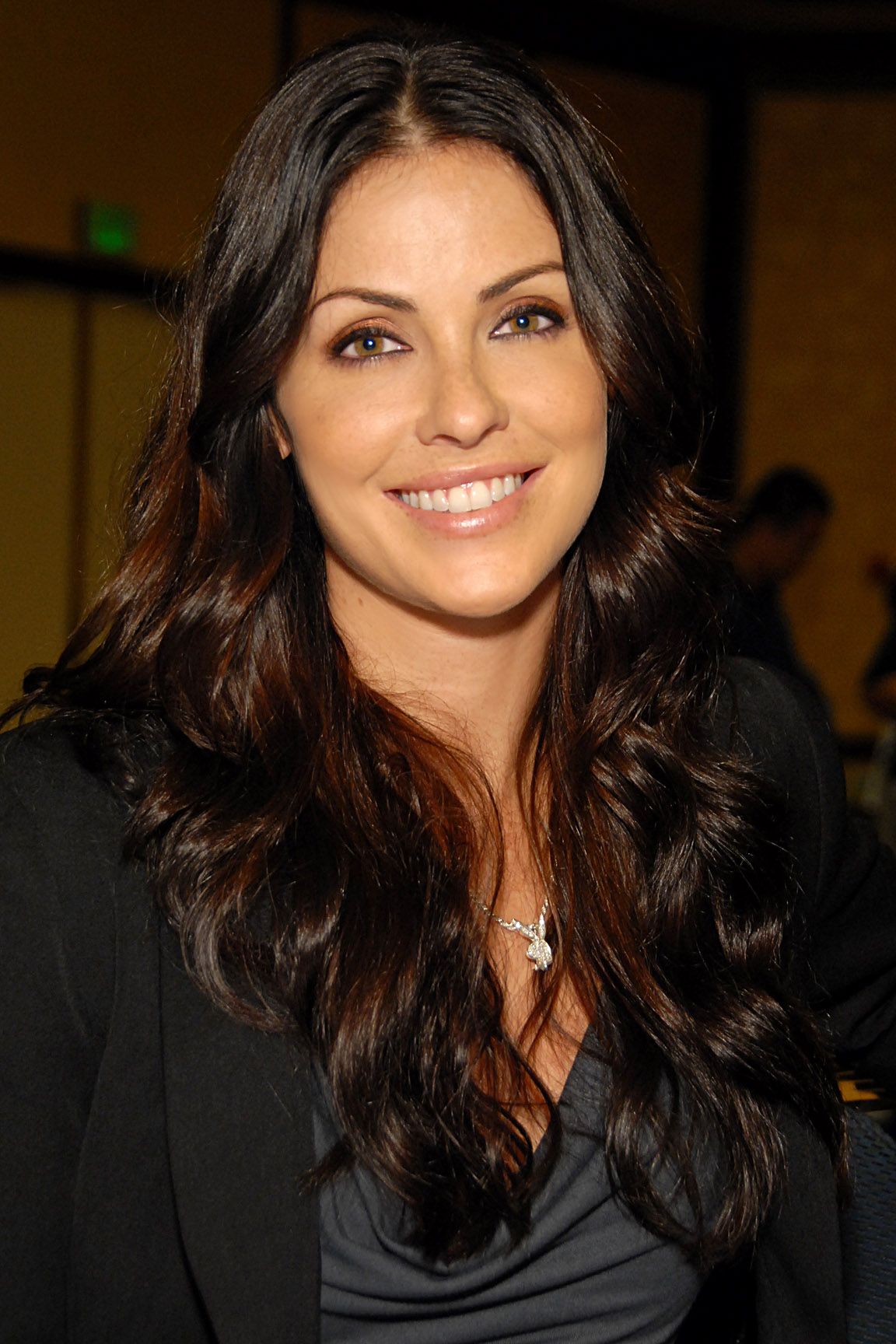

서머 올티스(Summer Altice, 1979년 12월 23일 ~ )는 미국의 포르노 배우, 플레이메이트, 글래머 모델, 배우, 모델이다.
파운틴밸리에서 태어났다.

## 영화
- 익스트랙션 (2015년)
- 버스 657 (2015년) - 크리스털 역
- 칠러라마 (2011년) - 앤디 섬너 역
- 상하이 키스 (2007년)
- 프리티 쿨 (2006년)
- 유, 미 앤 듀프리 (2006년)
- 웨딩 크래셔 (2005년)
- 그라인드 (2003년)
- 스콜피온 킹 (2002년)